# سیارک ۲۹۲۵۰
سیارک ۲۹۲۵۰ (به انگلیسی: 29250 Helmutmoritz، نامگذاری:1992SO17) بیست و نه هزار و دویست و پنجاهمین سیارک کشف شده‌است که در ۲۴ سپتامبر ۱۹۹۲ کشف شد.